# Галимов, Наиль Хаматхасанович
Наи́ль Хаматхаса́нович Гали́мов (6 марта 1966, Шураб, СССР — 28 июля 2024, Чита) — советский и российский футболист, нападающий; тренер.

## Карьера

### Игровая
Начинал играть в ленинабадском «Ходженте». В Читу попал как призванный на военную службу — перебраться в «Локомотив» ему помог тренер Геннадий Неделькин, с которым был знаком по «Ходженту». Первоначально Галимов планировал прослужить два года и вернуться обратно, однако встретил в Чите девушку, женился и остался. В советское время имел приглашения от ряда клубов высшей лиги, но переезжать побоялся, считая, что может затеряться там. Осенью 1991 года вместе с партнёром по «Локомотиву» Рамилем Гаттаровым уехал играть в Польшу. Вместе с командой «Буг» они были близки к выходу в высшую лигу Польши по итогам сезона 1991/92, но в результате заняли только 3-е место. Галимова пригласила к себе «Полония» (Варшава), с которой он заключил контракт. Уехав в отпуск в Читу, в Польшу уже не вернулся — руководство команды уговорило его остаться, аргументируя тем, что в команде проблемы с нападающими. В 1993 году перешёл в «Луч», с которым выступал в Высшей лиге чемпионата России. После вылета «Луча» в Первую лигу вернулся в Читу, где играл ещё 9 сезонов.
В составе «Локомотива» (Чита) сыграл 460 матчей в первенстве страны, в которых забил 216 мячей, 14 раз был лучшим бомбардиром команды. В сезонах 1997 и 2000 признавался лучшим футболистом команды. Является рекордсменом читинского клуба по количеству голов. Один из лучших бомбардиров российского Первого дивизиона — 127 забитых мячей.
В 2000 году Наилю Галимову присвоено звание «Почётный железнодорожник».

### Тренерская
После завершения карьеры игрока работал в «Чите» тренером. Вторую половину сезона 2006 временно исполнял обязанности главного тренера.

## Личная жизнь и смерть
Был женат. Есть сын Роман и дочь Юлия.
Умер 28 июля 2024 года в Чите.